# سالو

موقع سالو.

شعار سالو.

سالو (Salo) مدينة فنلندية تقع في إقليم فارسينايس سوومي. يبلغ عدد قاطنيها 54.987 ساكن وتغطي مساحة قدرها 2.168,38 كيلومترا مربعا منها 181,46 من المياه. و تبلغ الكثافة السكانية 27,62 نسمة / كيلومترا مربع .
تعني سالو بالفنلندية الغابة أو الغابة ضئيلة السكان وأيضاً الجزيرة المشجرة . يعتقد أن سالو أطلق على جزيرة كانت موجودة منذ أكثر من ألف سنة إلى الجنوب من المدينة الحالية، وهي اليوم تلة وليست حتى قريبة جداً من البحر.
البلدية هي أحادية اللغة وهي الفنلندية.
تواجدت سالو كمركز للتجارة الريفية منذ القرن السادس عشر على الأقل، تنامت بالموقع حيث كان الطريق الساحلي العظيم الشرقي الغربي الهام يعبر نهر سالو، يوفر النهر ممر إلى البحر. أصبحت سالو مدينة سوق رسميا في عام 1887 ، و بلدية مستقلة في بداية عام 1891 . و كانت نطاقها البلدي صغيراً جداً في البداية ليس إلا 0.65 كيلومتر مربع، واتسع في عام 1932 إلى 18 كيلومتر مربع لمـّا ضـُمت مناطق أوسكيلا وهاليكو المجاورة إلى سالو. و في نهاية المطاف صارت سالو مدينة في عام 1960. أكثر ما يجعلها معروفة اليوم مشروع تطوير وتصنيع لشركة نوكيا ، و بالتالي يمكن اعتبارها بلدة الموطن الأصلي لهواتف نوكيا. و الشركة هي أيضا إحدى أكبر أرباب العمل في هذه المنطقة.
جعل موقع سالو بين هلسنكي عاصمة البلاد و توركو عاصمة الإقليم منها مدينة صغيرة نشطة. أبقى قـُصر المسافة من هاتين المدينتين الكبيرتين منطقة سالو وحياتها الاقتصادية متنامية . كما تلعب الزراعة دوراً هاماً في هذه منطقة .

## التوأمة
- كاترينيهولم، السويد
- فنيسلا، النرويج
- أودر، الدنمارك
- رجف، روسيا
- أنيا باريش، إستونيا
- ناغيكانيجا، المجر
- بوخهايم، ألمانيا
- سانت أنتوني، منيسوتا، الولايات المتحدة

## صور

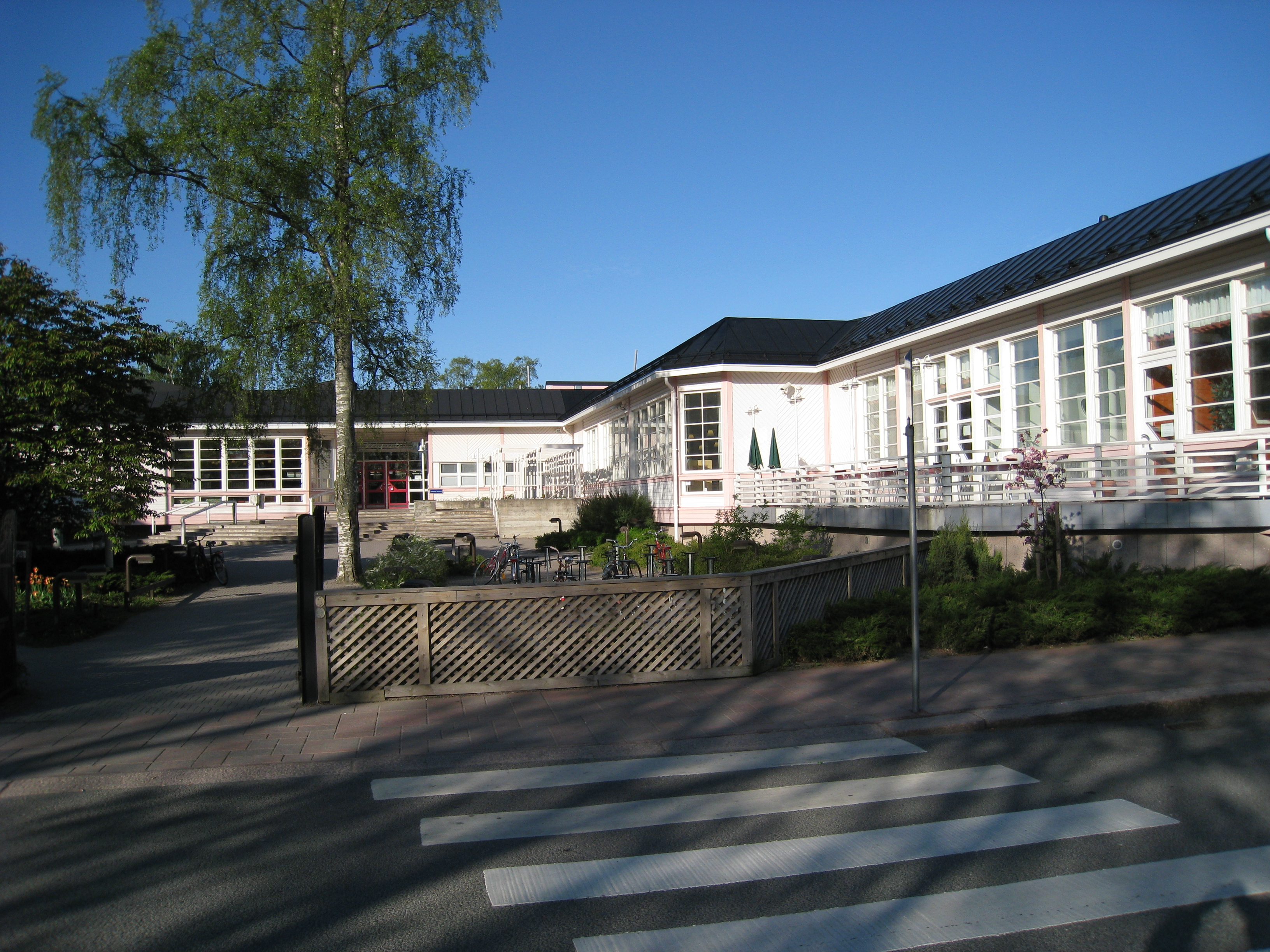
مكتبة البلدية. وقد صمم مبنى المكتبة الجديدة ليتناسب مع بيئة المنازل الخشبية القديمة.
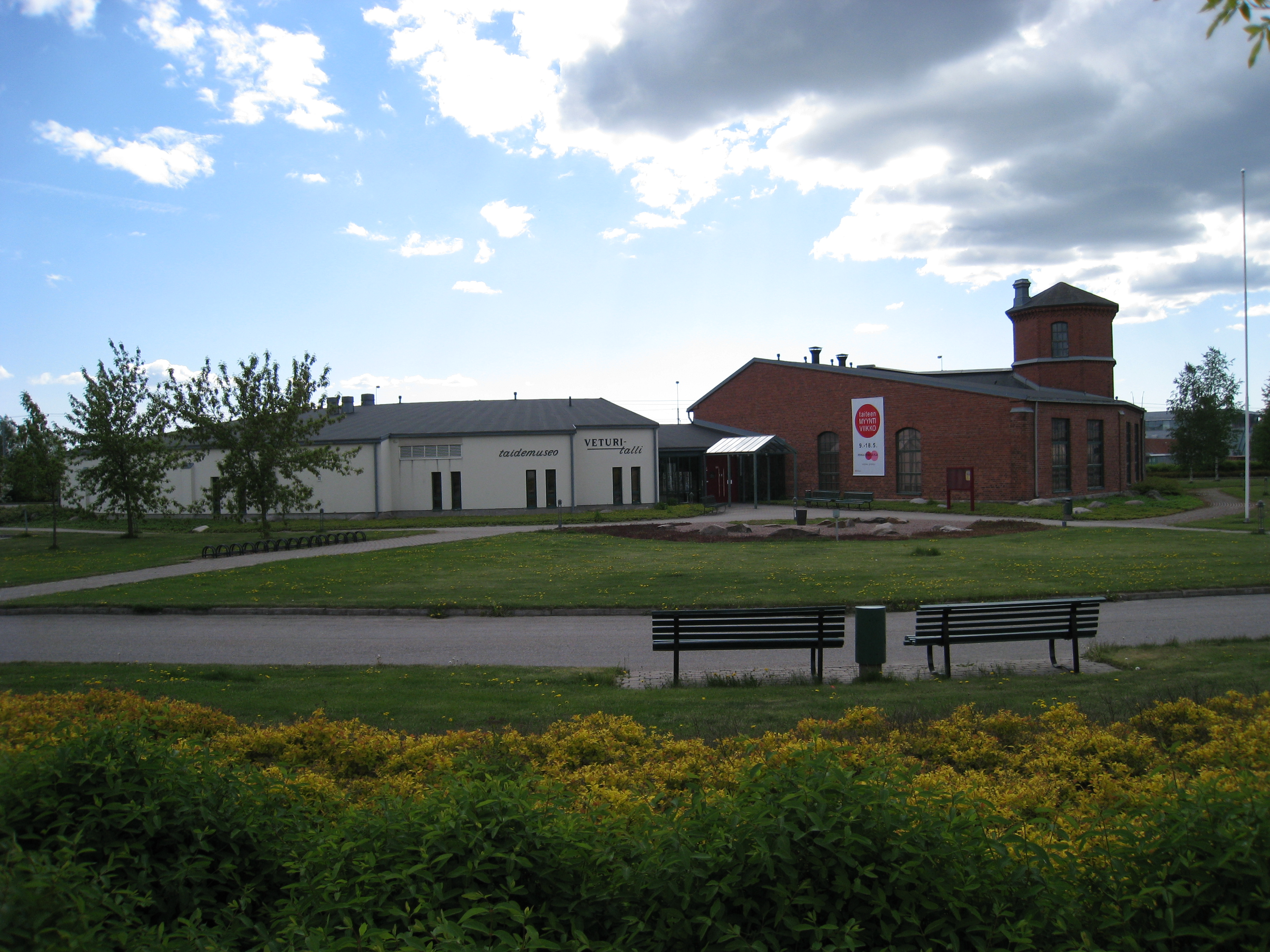
معرض فني في سقيفة قاطرات قديمة.
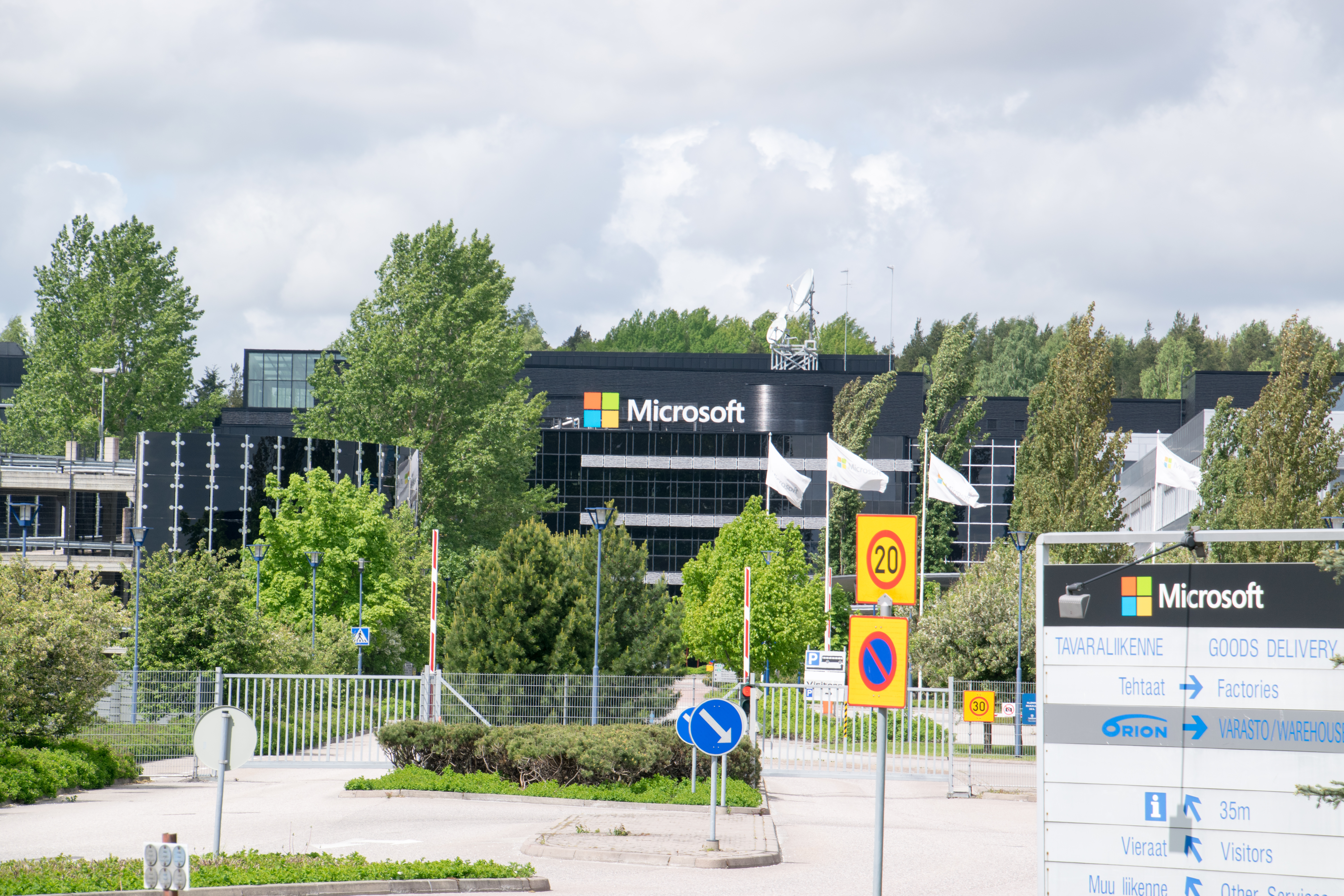
مباني نوكيا في سالو.
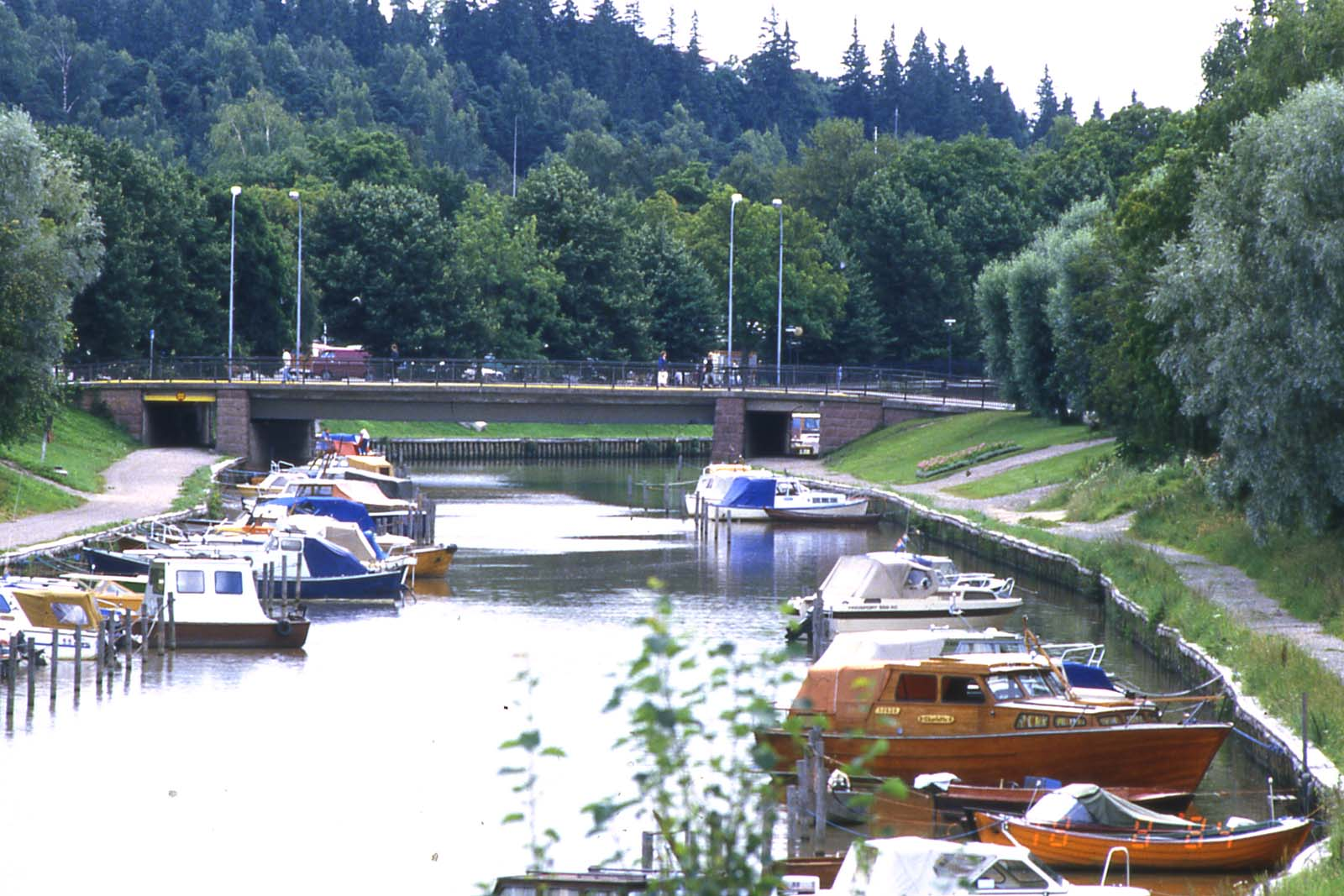
نهر سالو أواخر الصيف.

## وصلات خارجية
- مدينة سالو نسخة محفوظة 27 سبتمبر 2010 على موقع واي باك مشين. – الموقع الرسمي
- صور قمر صناعي من مايو 2002
- خدمة الدليل والخرائط